# Alimentació Phantom

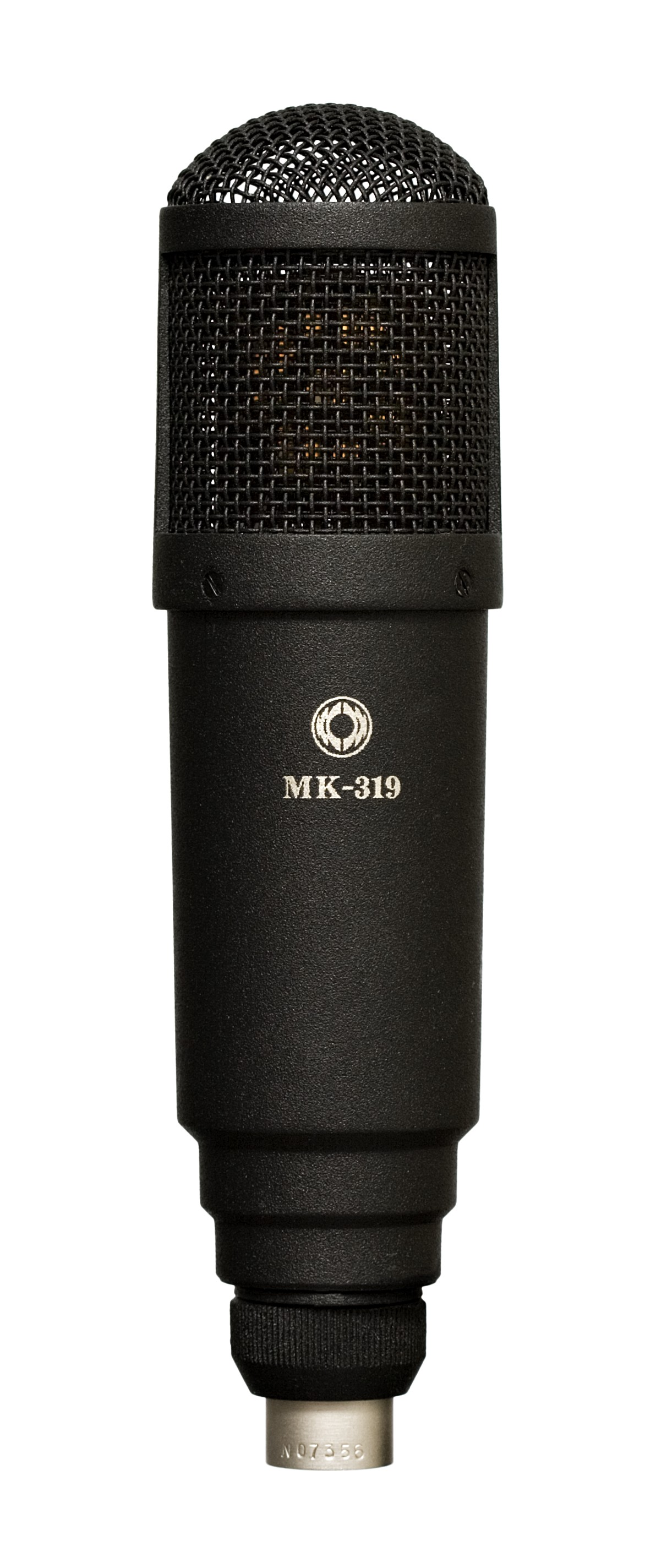
Un micròfon de condensador requereix alimentació pel voltatge de polarització de CC i per alimentar un amplificador intern per enviar el senyal en cables llargs

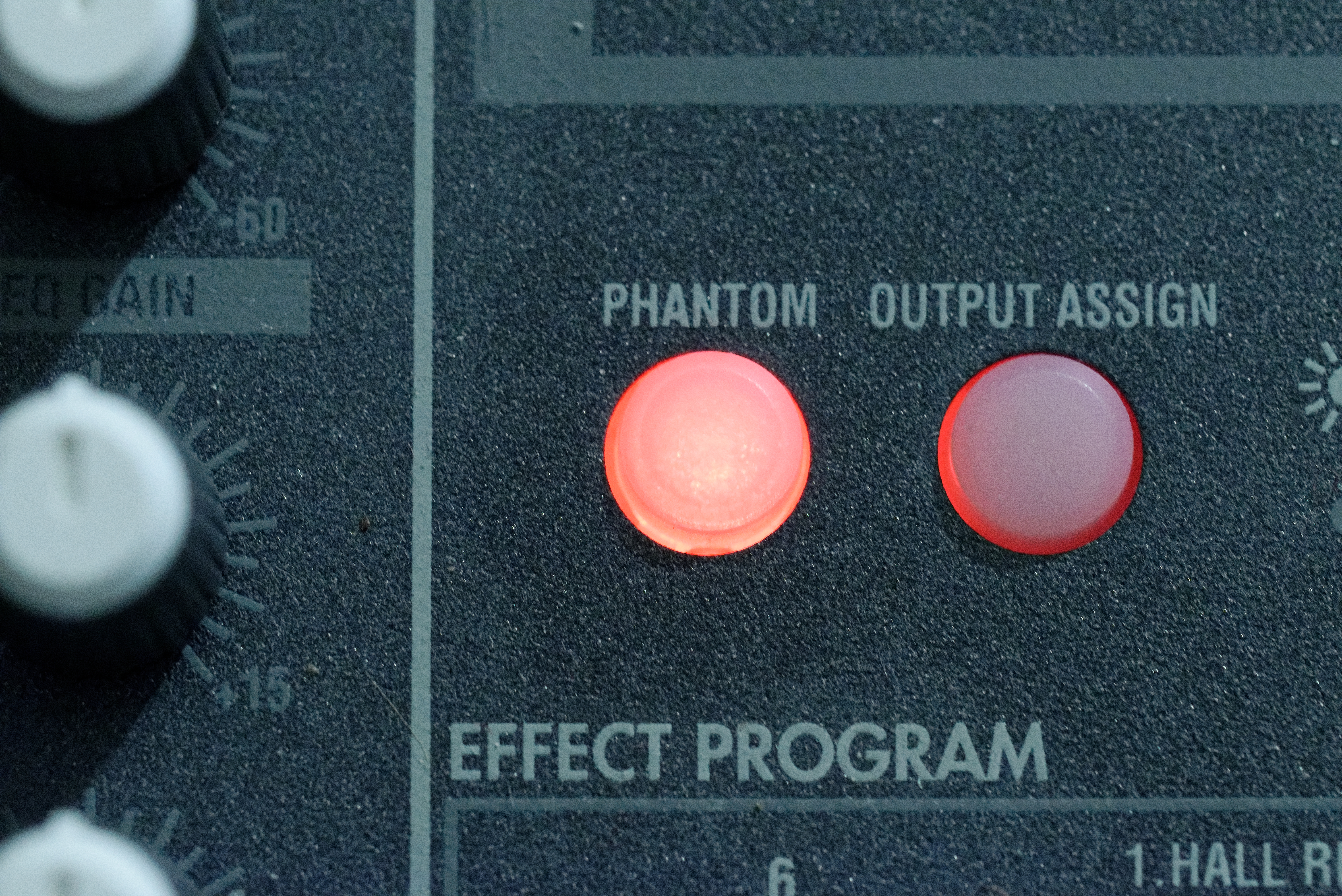
Botó d'alimentació "Phantom" i llum indicadora

L'alimentació "Phantom", en el context d'equips d'àudio professionals, és l'alimentació d'un corrent elèctric de CC per fer funcionar micròfons que contenen circuits electrònics actius, transmès a través dels mateixos cables que porten el senyal d'àudio. És més conegut com una font d'alimentació convenient per als micròfons de condensador, tot i que moltes caixes directes actives també l'utilitzen. La tècnica també s'utilitza en altres aplicacions on l'alimentació i la comunicació del senyal es produeixen pels mateixos cables com ara les comunicacions sobre línia elèctrica.
Les fonts d'alimentació "Phantom" sovint s'incorporen a consoles de mescles, preamplificadors de micròfons i equips similars. A més d'alimentar els circuits d'un micròfon, els micròfons de condensador tradicionals també utilitzen alimentació "Phantom" per polaritzar l'element transductor del micròfon.

## Història
L'alimentació "Phantom" es va utilitzar per primera vegada (i encara s'utilitza) en sistemes de telefonia fixa basats en cables de coure des de la introducció del telèfon de marcatge rotatiu el 1919. Una d'aquestes aplicacions al sistema telefònic era proporcionar un camí de senyalització de CC al voltant d'amplificadors connectats amb transformadors, com ara sistemes de transmissió de línies analògiques.
El primer micròfon d'alimentació "Phantom" conegut comercialment va ser el model Schoeps CMT 20, que va sortir l'any 1964, construït segons les especificacions de la ràdio francesa amb alimentació "Phantom" de 9-12 volts de CC; el pol positiu d'aquesta alimentació estava posat a terra. Els preamplificadors de micròfons de les gravadores de la sèrie Nagra IV van oferir aquest tipus d'alimentació com a opció durant molts anys i Schoeps va continuar donant suport a l'alimentació "Phantom" negativa" fins que la sèrie CMT es va suspendre a mitjans dels anys setanta, i ara ha quedat obsoleta.
El 1966, Neumann GmbH va presentar un nou tipus de micròfon transistoritzat a la Norwegian Broadcasting Corporation, NRK. La ràdio noruega havia sol·licitat un funcionament amb alimentació "Phantom". Com que NRK ja disposava d'alimentació de 48 volts als seus estudis per als seus sistemes d'il·luminació d'emergència, aquesta tensió es va utilitzar per alimentar els nous micròfons (model KM 84), i és l'origen de l'alimentació "Phantom" de 48 volts. Aquest arranjament es va normalitzar posteriorment a la norma DIN 45596.

## Normes
Els "sistemes multimèdia" del Comitè de Normes de la Comissió Electrotècnica Internacional – Guia de les característiques recomanades de les interfícies analògiques per aconseguir la interoperabilitat" (IEC 61938:2018) especifica els paràmetres per al subministrament d'alimentació "Phantom" del micròfon. El document defineix tres variants: P12, P24 i P48. A més, s'esmenten dues variants addicionals (P12L i SP48) per a aplicacions especialitzades. La majoria dels micròfons utilitzen ara l'estàndard P48 (la potència màxima disponible és de 240 mW). Tot i que els sistemes de 12 i 48 volts encara estan en ús, la norma recomana un subministrament de 24 volts per als nous sistemes.

## Informació tècnica

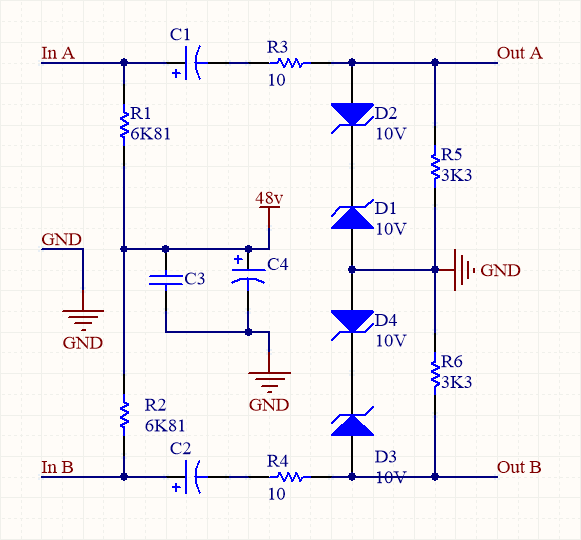
Un mètode de subministrament d'alimentació "Phantom". Un micròfon o un altre dispositiu pot alimentar-se de corrent continu des de qualsevol línia de senyal fins al terminal de terra, i dos condensadors impedeixen que aquest DC aparegui a la sortida. R1 i R2 haurien de ser de 6,81 k ohms per a l'alimentació "Phantom" "P48" de 48 volts. Els díodes R3–6 i Zener 1–4 tallen deliberadament les sortides a ± 10v per protegir un circuit posterior de transitoris potencialment grans.

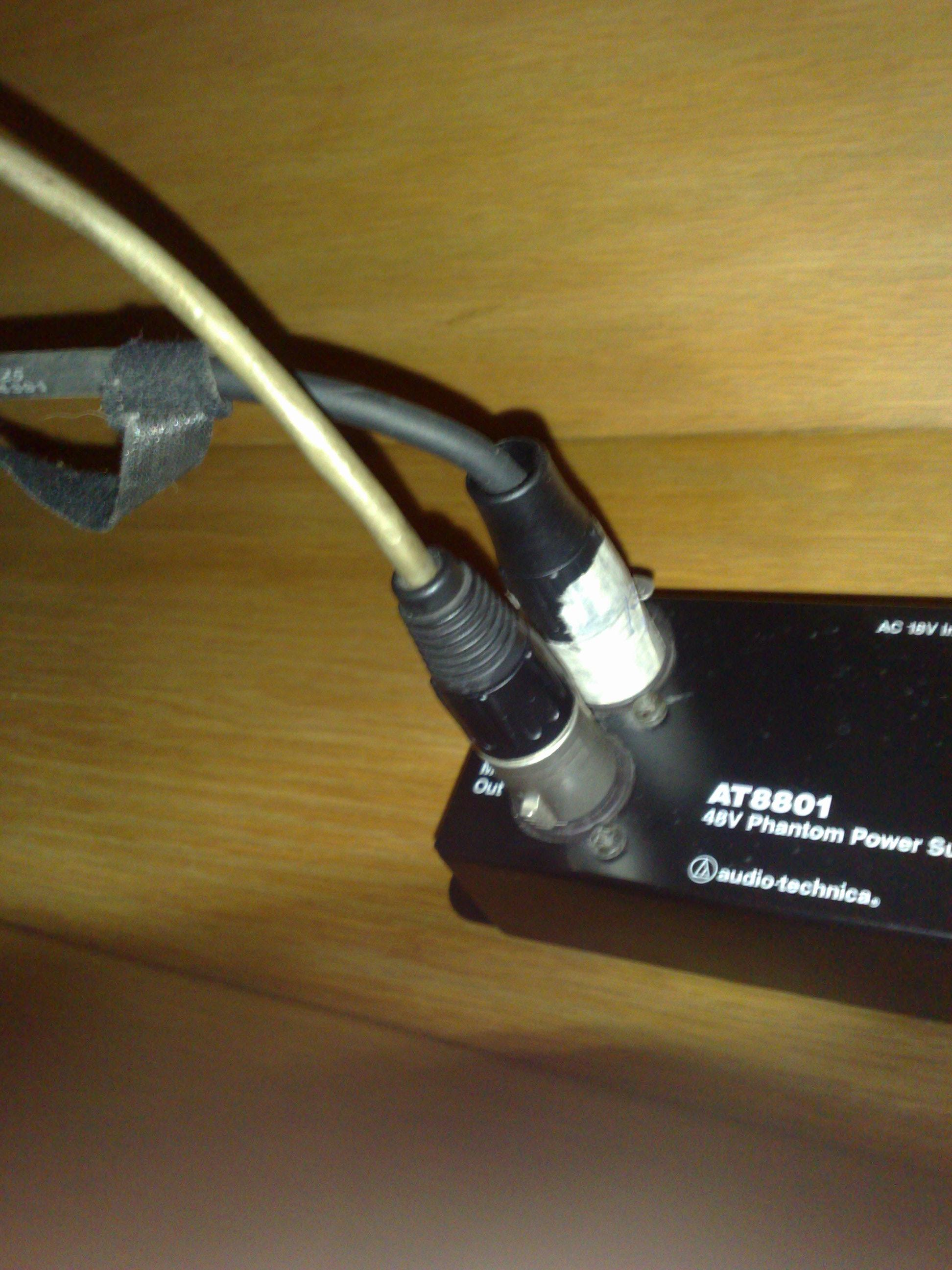
Una font d'alimentació "Phantom" externa.

Els "sistemes multimèdia" del Comitè de Normes de la Comissió Electrotècnica Internacional – Guia de les característiques recomanades de les interfícies analògiques per aconseguir la interoperabilitat" (IEC 61938:2018) especifica els paràmetres per al subministrament d'alimentació "Phantom" del micròfon. El document defineix tres variants: P12, P24 i P48. A més, s'esmenten dues variants addicionals (P12L i SP48) per a aplicacions especialitzades. La majoria dels micròfons utilitzen ara l'estàndard P48 (la potència màxima disponible és de 240 mW). Tot i que els sistemes de 12 i 48 volts encara estan en ús, la norma recomana un subministrament de 24 volts per als nous sistemes.
Amb l'alimentació "Phantom", la tensió d'alimentació és efectivament invisible per als micròfons equilibrats que no l'utilitzen, que inclou la majoria dels micròfons dinàmics. Un senyal equilibrat consisteix només en les diferències de tensió entre dues línies de senyal; L'alimentació "Phantom" col·loca la mateixa tensió de CC a les dues línies de senyal d'una connexió equilibrada. Això contrasta notablement amb un altre mètode d'alimentació una mica anterior conegut com a "alimentació en paral·lel" o "alimentació en T" (del terme alemany Tonaderspeisung ), en què el corrent continu se superposava directament al senyal en mode diferencial. Connectar un micròfon convencional a una entrada que tenia activada l'alimentació en paral·lel podria malmetre el micròfon.
L'estàndard IEC 61938 defineix l'alimentació "Phantom" de 48 volts, 24 volts i 12 volts. Els conductors del senyal són positius, tots dos s'alimenten a través de resistències d'igual valor (6,81 kΩ per a 48 V, 1,2 kΩ per a 24 V i 680 Ω per a 12 V), i l'escut està a terra. El 6,81 El valor kΩ no és crític, però les resistències s'han d'ajustar a un 0,1% o millor per mantenir un bon rebuig en mode comú al circuit. La versió de 24 volts d'alimentació "Phantom", proposada bastants anys després de les versions de 12 i 48 V, també es va incloure a l'estàndard DIN i està a l'estàndard IEC, però mai va ser àmpliament adoptada pels fabricants d'equips.
Gairebé totes les consoles de mescles modernes tenen un interruptor per encendre o apagar l'alimentació "Phantom"; a la majoria d'equips de gamma alta, això es pot fer individualment per canal, mentre que en mescladors més petits un únic interruptor principal pot controlar el lliurament d'energia a tots els canals. L'alimentació "Phantom" es pot bloquejar en qualsevol canal amb un transformador d'aïllament 1:1 o condensadors de bloqueig. L'alimentació "Phantom" pot provocar un mal funcionament de l'equip o fins i tot danys si s'utilitza amb cables o adaptadors que connecten un costat de l'entrada a terra, o si hi ha connectats certs equips diferents dels micròfons.
Els amplificadors d'instruments rarament proporcionen alimentació "Phantom". Per utilitzar equips que ho requereixin amb aquests amplificadors, s'ha d'inserir una font d'alimentació independent a la línia. Aquestes fonts estan disponibles comercialment o, alternativament, són un dels projectes més fàcils per al constructor d'electrònica amateur.

## Advertències

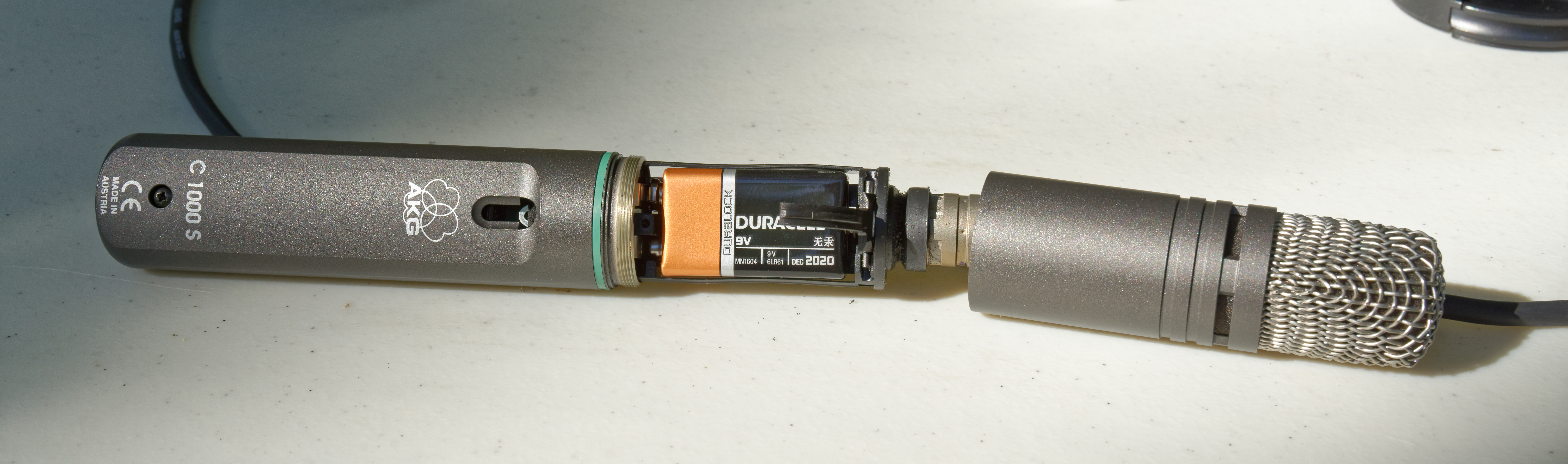
El micro AKG C1000S, utilitza alimentació "Phantom" o una bateria

Alguns micròfons ofereixen una opció d'alimentació interna per bateria o alimentació "Phantom" (externa). En alguns d'aquests micròfons, s'aconsella treure les bateries internes quan s'utilitza alimentació "Phantom", ja que les bateries poden corroir-se i filtrar productes químics. Altres micròfons estan dissenyats específicament per canviar a les bateries internes si falla un subministrament extern.
L'alimentació "Phantom" no sempre s'implementa correctament o adequadament, fins i tot en preamplificadors, mescladors i gravadors de qualitat professional. En part, això es deu al fet que els micròfons de condensador amb alimentació "Phantom"de 48 volts de primera generació (finals de la dècada de 1960 fins a mitjans de la dècada de 1970) tenien un circuit senzill i només requerien petites quantitats de corrent de funcionament (normalment menys d'1 mA per micròfon), de manera que els circuits d'alimentació "Phantom" típicament integrats en gravadores, mescladors i preamplificadors d'aquella època es van dissenyar en el supòsit que aquest corrent seria adequat. L'especificació d'alimentació "Phantom" DIN 45596 original demanava un màxim de 2 mA. Aquesta pràctica s'ha portat fins al present; molts circuits d'alimentació "Phantom" de 48 volts, especialment en equips portàtils i de baix cost, simplement no poden subministrar més d'1 o 2 mA total sense trencar-se. Alguns circuits també tenen una resistència addicional significativa en sèrie amb el parell estàndard de resistències d'alimentació per a cada entrada de micròfon; És possible que això no afecti gaire els micròfons de corrent baixa, però pot desactivar els micròfons que necessiten més corrent.
Els micròfons de condensador de mitjans de la dècada de 1970 i posteriors dissenyats per a l'alimentació "Phantom" de 48 volts sovint requereixen molta més corrent (p. ex., 2–4 mA per a micròfons sense transformador Neumann, 4–5 mA per a la sèrie Schoeps CMC ("Colette") i micròfons Josephson, 5–6 mA per a la majoria de micròfons de la sèrie Shure KSM, 8 mA per a CAD Equiteks i 10 mA per al moviment de terres). La norma IEC en dona 10 mA com a corrent màxim permès per micròfon. Si el corrent requerit no està disponible, un micròfon encara pot emetre un senyal, però no pot oferir el nivell de rendiment previst. Els símptomes específics varien una mica, però el resultat més comú serà la reducció del nivell màxim de pressió sonora que el micròfon pot gestionar sense sobrecàrrega (distorsió). Alguns micròfons també mostraran una sensibilitat més baixa (nivell de sortida per a un nivell de pressió sonora determinat).
La majoria dels interruptors d'elevació de terra tenen l'efecte no desitjat de desconnectar l'alimentació "Phantom". Sempre hi ha d'haver un camí de corrent continu entre el pin 1 del micròfon i el costat negatiu de la font de 48 volts si l'alimentació ha d'arribar a l'electrònica del micròfon. Aixecar el terra, que normalment és el pin 1, trenca aquest camí i desactiva la font d'alimentació "Phantom".
Hi ha una creença generalitzada que connectar un micròfon dinàmic o de cinta a una entrada d'alimentació "Phantom" el danyarà. Hi ha tres possibilitats que es produeixi aquest dany. Si hi ha un error al cable, l'alimentació "Phantom" pot danyar alguns micròfons aplicant una tensió a la sortida del micròfon. El dany a l'equip també és possible si una entrada d'alimentació "Phantom" connectada a un micròfon dinàmic desequilibrat o instruments musicals electrònics. El transitori generat quan un micròfon està connectat en calent a una entrada amb alimentació "Phantom" activa pot danyar el micròfon i possiblement el circuit del preamplificador de l'entrada perquè no tots els pins del connector del micròfon es posen en contacte al mateix temps, i hi ha un instant en què el corrent pot fluir per carregar la capacitat del cable des d'un costat de l'entrada amb alimentació "Phantom" i no de l'altre. Això és especialment un problema amb cables de micròfon llargs. Es considera una bona pràctica desactivar l'alimentació "Phantom" als dispositius que no la requereixen.

## Alimentació "Phantom" digital
Els micròfons digitals que compleixen l'estàndard AES 42 es poden proporcionar amb alimentació "Phantom" a 10 volts, impresa tant als cables d'àudio com a terra. Aquest subministrament pot proporcionar fins a 250 mA a micròfons digitals. Es pot utilitzar una variació amb clau del connector XLR habitual, el connector XLD, per evitar l'intercanvi accidental de dispositius analògics i digitals.

## Altres tècniques d'alimentació del micròfon
L'alimentació T, també coneguda com a alimentació AB o T12, descrita a la norma DIN 45595, és una alternativa a l'alimentació "Phantom" que encara s'utilitza àmpliament en el món de la producció de so de pel·lícules. Molts mescladors i gravadors destinats a aquest mercat tenen una opció T-power. Molts micròfons Sennheiser i Schoeps més antics utilitzen aquest mètode d'alimentació, tot i que els gravadors i mescladors més nous estan eliminant aquesta opció. Els barrils adaptadors i les fonts d'alimentació dedicades estan fets per acomodar micròfons alimentats amb T. Sovint no hi ha cap diferència audible entre els micròfons amb aquest mètode i els micròfons amb alimentació P48. En aquest esquema, 12 s'aplica a 180 volts resistències ohms entre el terminal "calent" del micròfon (pin XLR 2) i el terminal "fred" del micròfon (pin XLR 3). Això resulta en una diferència de potencial de 12 volts amb una capacitat de corrent important als pins 2 i 3, que probablement causaria danys permanents si s'aplicaria a un micròfon dinàmic o de cinta.
El plug-in-power (PiP) és el 3-5 de baix corrent Alimentació V proporcionada a la presa de micròfon d'alguns equips de consum, com ara gravadores portàtils i targetes de so d'ordinadors. També està definit a IEC 61938. És a diferència de l'alimentació "Phantom" ja que és una interfície desequilibrada amb una tensió baixa (al voltant de +5 volts) connectat al conductor del senyal amb retorn a través de la funda; l'alimentació de CC és en comú amb el senyal d'àudio del micròfon. S'utilitza un condensador per bloquejar el CC dels circuits de freqüència d'àudio posteriors. Sovint s'utilitza per alimentar micròfons electret, que no funcionaran sense energia. Només és adequat per alimentar micròfons dissenyats específicament per utilitzar-los amb aquest tipus d'alimentació. Es poden produir danys si aquests micròfons estan connectats a true (48 V) alimentació "Phantom" a través d'un connectorr de 3,5 de mm a XLR que connecta l'escut XLR a la massa de 3,5 mm. L'alimentació endollable està coberta per l'estàndard japonès CP-1203A:2007.
Un esquema similar d'alimentació de línia es troba a les targetes de so d'ordinadors. Tant l'alimentació endollable com l'alimentació de la targeta de so es defineixen a la segona edició de l'IEC 61938.
Aquests esquemes d'alimentació alternativa de vegades s'anomenen incorrectament "alimentació "Phantom"" i no s'han de confondre amb l'alimentació "Phantom" real de 48 volts descrita anteriorment.
Alguns micròfons de condensador es poden alimentar amb una cèl·lula d'1,5 volts continguda en un petit compartiment del micròfon o en una carcassa externa.
Els treballadors d'aviònica utilitzen de vegades l'alimentació "Phantom" per descriure la tensió de polarització de CC que s'utilitza per alimentar els micròfons d'aviació, que utilitzen un voltatge més baix que els micròfons d'àudio professionals. La potència "Phantom" utilitzada en aquest context és de 8 a 16 volts DC en sèrie amb un 470 resistència ohm (nominal) tal com s'especifica a l'estàndard DO-214 de RTCA Inc. Aquests micròfons van evolucionar a partir dels micròfons de carboni utilitzats en els primers dies de l'aviació i el telèfon que es basava en una tensió de polarització de CC a través de l'element del micròfon de carboni.

## Altres usos
L'alimentació "Phantom" també s'utilitza en aplicacions diferents dels micròfons:
- Antenes actives
- Convertidor de baixada de blocs de baix soroll
- Alimentació per Ethernet
- Comunicació per línia elèctrica, comunicació de dades a través de la xarxa elèctrica
- Senyalització simplex